# Сент-Уайен
Сент-Уайен (фр. Saint-Oyen) — коммуна в Италии, располагается в регионе Валле-д’Аоста, по дороге к перевалу Большой Сен-Бернар и к одноименному тоннелю.
Население составляет 216 человек (2008 г.), плотность населения составляет 24 чел./км². Занимает площадь 9 км². Почтовый индекс — 11014. Телефонный код — 0165.
Покровителем коммуны почитается святой Евгенд, празднование 2 января.

## Демография
Динамика населения:

## Галерея

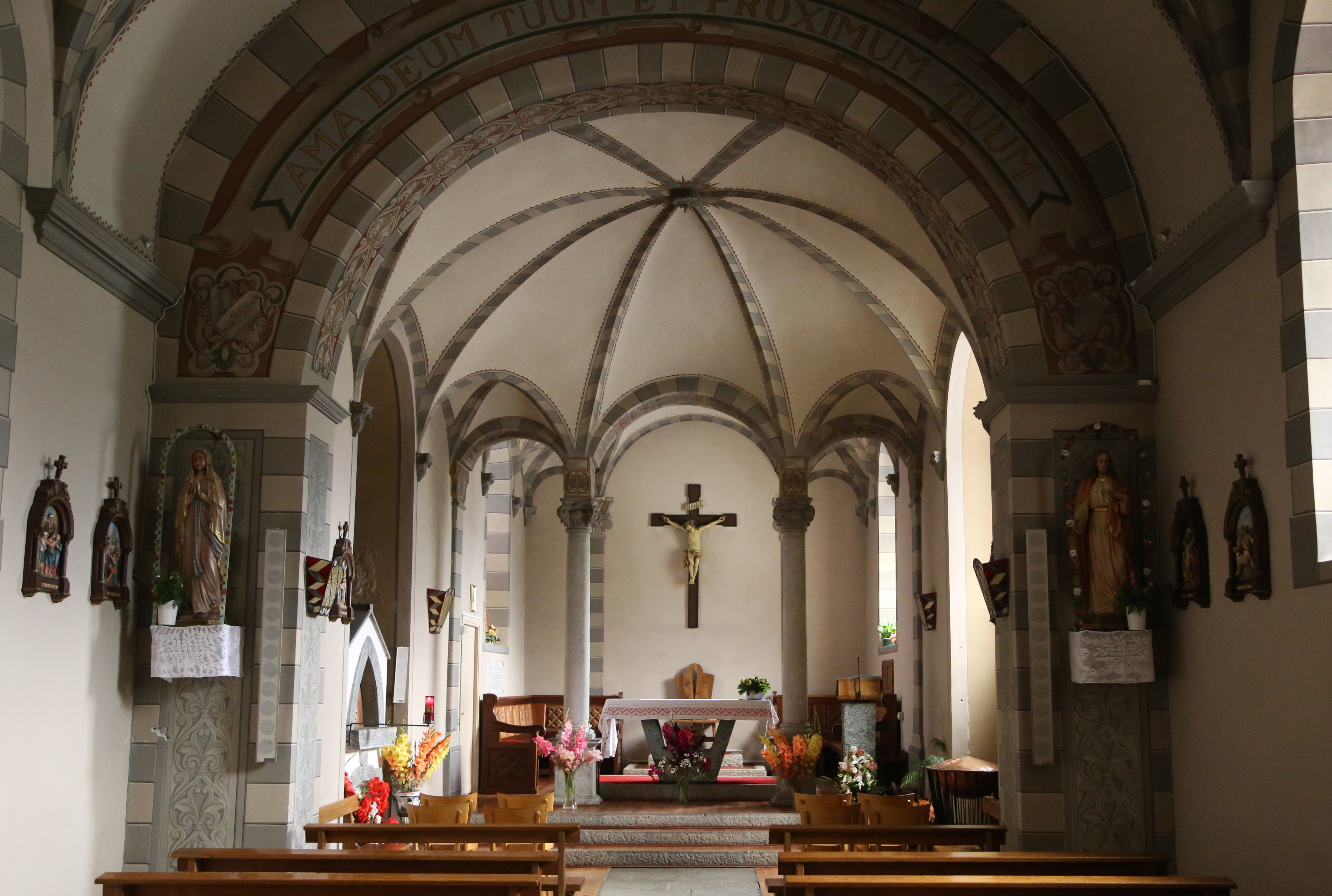
Приходской храм святого Евгенда.
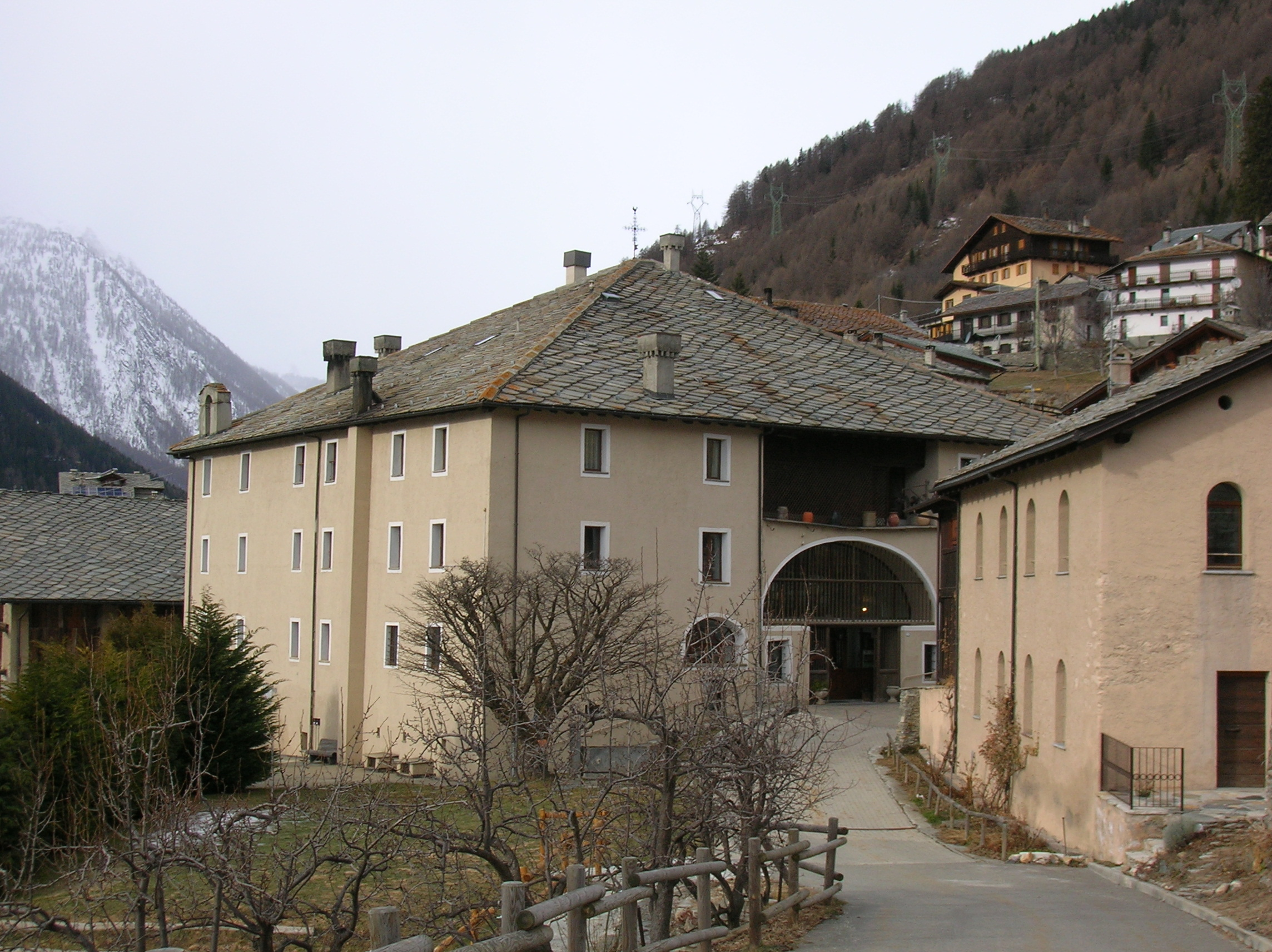
Шато-Вердан.